# Puledagel
Puledagel is een bestuurslaag in het regentschap Blora van de provincie Midden-Java, Indonesië. Puledagel telt 1936 inwoners (volkstelling 2010).